# Un război personal
Un război privat este un film dramatic biografic american din 2018, regizat de Matthew Heineman, Rosamund Pike jucând rolul principal, cel al jurnalistei Marie Colvin alături de Jamie Dornan, Tom Hollander și Stanley Tucci. Filmul se bazează pe articolul din 2012 „Războiul privat al lui Marie Colvin” din Vanity Fair scris de Marie Brenner. Scenariul a fost scris de Arash Amel. Filmul a avut premiera la Festivalul Internațional de Film din Toronto din 2018 și a fost lansat în Statele Unite la 2 noiembrie 2018. A primit în general recenzii pozitive din partea criticilor, care au lăudat performanța lui Pike. La cea de a 76-a ediție a Globurilor de Aur, filmul a obținut nominalizări pentru Cea mai bună actriță într-un film - Dramă și Cea mai bună melodie originală („Requiem pentru un război privat”).

## Subiect
Marie Colvin este o jurnalistă americană care lucrează pentru The Sunday Times, vizitând cele mai periculoase țări și documentând războaiele lor civile.
În 2001, în timp ce se afla alături de Tigrii Tamili, Colvin și echipa ei sunt luați prin surprindere de armata din Sri Lanka. În ciuda faptului că a încercat să se predea, o rachetă este lansată lângă ea, rănind-o astfel încât își pierde ochiul stâng. Ulterior, Colvin este forțată să poarte un plasture.
Diagnosticată cu Sindromul de stres posttraumatic, Colvin este încă hotărâtă să caute noi povești și se ceartă cu șeful ei, Sean Ryan, în legătură cu conflictele pe care vrea să le acopere, inclusiv Irakul, unde îl întâlnește pe fotograful de război Paul Conroy, și Libia. Când nu călătorește în lume locuiește în Londra și începe o relație cu Tony Shaw.
În februarie 2012, Conroy și Colvin decid să prezinte conflictul din orașul Homs, unde găsesc 28.000 de bărbați, femei și copii sirieni blocați în focul încrucișat dintre armata siriană și rebeli. După ce Conroy și Colvin îi trimit articolul lui Ryan, Colvin decide să apară la CNN pentru a prezenta situația victimelor civile. În timp ce Marie, Paul și un alt reporter, Rémi Ochlik, fug din clădirea pe care o folosiseră ca centru media, strada este lovită de explozii. Paul, rănit și șocat, se trezește găsindu-i pe Colvin și Ochlik uciși. Filmul se încheie cu imagini ale orașului devastat Homs, urmat de un interviu cu adevărata Marie Colvin, cu citatul: „Nu vei ajunge niciodată acolo unde mergi dacă recunoști frica”.
Genericul de final al filmului menționează: „Marie Colvin și jurnalistul Remi Ochlik au fost uciși la Homs, Siria, pe 22 februarie 2012. Paul Conroy, în ciuda faptului că a fost grav rănit, a supraviețuit și continuă să lucreze ca fotograf. Peste 500.000 de civili sirieni au fost uciși după moartea lui Colvin.”

## Distribuția
- Rosamund Pike în rolul Marie Colvin
- Jamie Dornan în rolul Paul Conroy
- Tom Hollander în rolul Sean Ryan, editorul secțiunii externe a The Sunday Times și șeful lui Marie
- Nikki Amuka-Bird în rolul Rita Williams, prietena lui Marie
- Faye Marsay în rolul Kate Richardson
- Greg Wise în rolul profesorul David Irens
- Corey Johnson în rolul Norm Coburn, alt fotograf
- Stanley Tucci în rolul Tony Shaw